# George Boris Hassin
George Boris Hassin (ur. 19 sierpnia 1873 w Jelizawietgradzie, zm. 15 sierpnia 1951 w Chicago) – rosyjsko-amerykański neurolog, neuropatolog. Profesor neurologii w Illinois University Medical School, założyciel i redaktor naczelny „Journal of Neuropathology and Experimental Neurology”.
Urodził się 19 sierpnia 1873 w Jelizawietgradzie (dziś Kropywnycki). Jego ojciec był mełamedem i miał jeszcze czterech synów i pięć córki; zmarł kilka dni przed swoimi setnymi urodzinami.
Hassin ukończył gimnazjum w Chersoniu w 1892 roku. Następnie studiował medycynę na Uniwersytecie w Kazaniu i otrzymał tytuł doktora medycyny w 1897 roku. Zainteresował się neurologią, której uczył się u Liwerija Darkszewicza. Dysertację doktorską przygotował u prof. Wisockiego. Po ukończeniu studiów przez trzy lata praktykował w Jenisejsku. W 1900 lekarzy z Syberii zmobilizowano do rosyjskiej armii i wysłano do Pekinu do stłumienia powstania bokserów, ale bokserzy skapitulowali, zanim Hassin dotarł do Chin. Po demobilizacji wyjechał do Paryża i trafił tam w grudniu 1900. Szybko przeniósł się do Wiednia (od czerwca 1901), gdzie poznał Ottona Marburga i rozpoczął pracę w laboratorium Obersteinera. Po kilku tygodniach w Berlinie skorzystał z zaproszenia dr. Robertsona z Livermore Sanitarium w San Francisco i wypłynął statkiem do USA. 9 maja 1902 dotarł do Nowego Jorku, skąd pociągiem wyjechał do San Francisco.

## Wybrane prace
- Histopathology of the peripheral and central nervous systems, Hamilton press 1948.
- The nerve supply of the cerebral blood vessels. A histologic study, „Arch Neurol Psychiatry”, 1929.
- Syphilitic cerebral hypertrophic pachymeningitis: Clinicopathologic studies in a case, „Arch Neurol Psychiatry”, 1940.
- Neuroptica myelitis versus multiple sclerosis: a pathologic study, „Arch Neurol Psychiatry”, 1937.
- A contribution to histopathology and histogenesis of syringomyelia, „Arch Neurol Psychiatry”, 1920.